# Josu Juaristi
Josu Juaristi Abaunz (Azcoitia, Guipúzcoa, 4 de marzo de 1964) es un periodista español. Fue director del diario Gara y diputado del Parlamento Europeo en representación de la candidatura Los Pueblos Deciden.

## Biografía
Periodista de formación, inició su trayectoria profesional como redactor en Radio Exterior de España, EiTB y el periódico Egin. Tras la clausura de Egin, pasó al diario Gara como jefe de sección de Internacional, después como redactor jefe y, finalmente, como su director durante siete años.
Desde 1996, se especializó en información sobre la Unión Europea, formándose en cursos de postgrado de Integración Europea y Relaciones Internacionales, lo que le llevó a cubrir en numerosas ocasiones plenarios, jornadas, cumbres o conferencias del Parlamento Europeo y del Consejo Europeo. En 2004 recorrió Estonia, Letonia, Lituania, Polonia, República Checa, Eslovaquia, Hungría y Eslovenia durante la cobertura para Gara de la mayor ampliación hasta la fecha de la Unión Europea.
En su trayectoria periodística, Juaristi ha dedicado especial atención a la evolución de la arquitectura institucional de la Unión Europea, especialmente desde el Tratado de Maastricht. También cubrió el proyecto de iniciativa ciudadana europea desde su creación.
En 2014 fue elegido por EH Bildu cabeza de lista en las elecciones europeas de dicho año. Tras la creación de Los Pueblos Deciden, Juaristi ocupó el primer puesto, obteniendo un acta de eurodiputado gracias a los 326 464 votos (2,08 %) que la candidatura obtuvo en toda España. Juaristi se integró en el Grupo de la Izquierda Unitaria Europea / Izquierda Verde Nórdica (GUE/NGL). En el Parlamento Europeo fue miembro de la Comisión de Medio Ambiente, Salud Pública y Seguridad Alimentaria y de la Delegación para las Relaciones con los Estados Unidos, y suplente de la Comisión de Desarrollo Regional. En virtud de los acuerdos de su coalición cedió el cargo en febrero de 2018 a la candidata del BNG Ana Miranda Paz. Renunció a ser candidato en las siguientes elecciones al reconocer que tuvo «actuaciones inaceptables» tras una ruptura sentimental.
Entre 2019 y 2022, su labor formativa y profesional se ha centrado en marketing y comunicación, formando parte de Abaraxka Azkoitia Hostel, que nació para fortalecer un proyecto educativo pionero en la zona, Bizilore. Actualmente trabaja en la brigada municipal de Azkoitia y participa en la Mesa de Medio Ambiente de la localidad y en Maxixatzen Euskaldunon Elkartea.